# Gustave Reynier

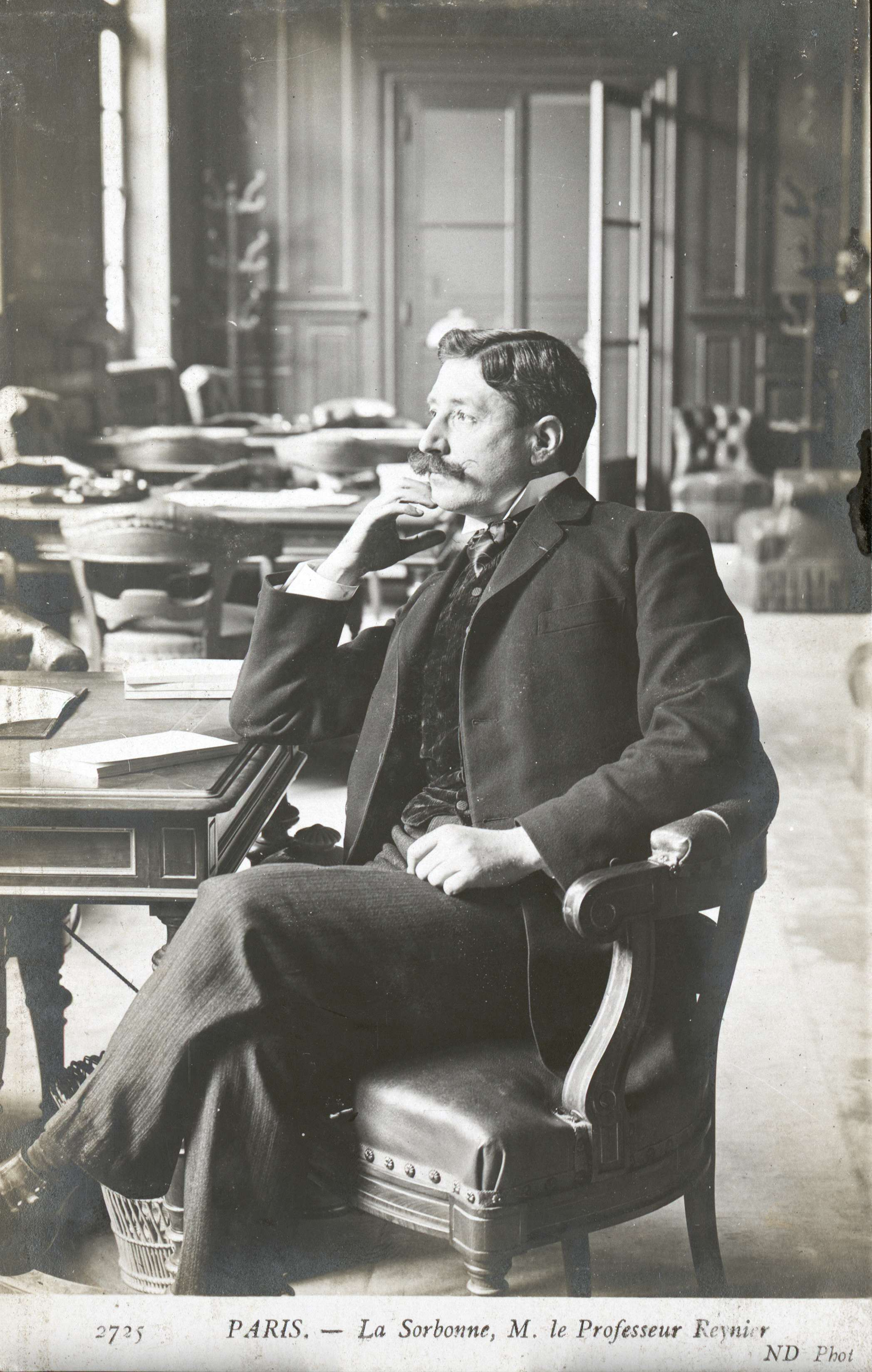

Gustave Reynier (* 1859; † 6. August 1937) war ein französischer  Romanist.

## Leben und Werk
Reynier habilitierte sich mit den beiden Thèses Thomas Corneille. Sa vie et son théâtre (Paris 1892, Genf 1970) und De Marcelli Palingenii stellati poetae Zodiaco vitae (Paris 1893) und wurde Professor an der Sorbonne.

## Weitere Werke
- La vie universitaire dans l'ancienne Espagne, Paris 1902
- Le roman sentimental avant L'Astrée, Paris 1908, Genf 1969, Paris 1971
- Le Roman réaliste I. Les Origines du roman réaliste, Paris 1912, Genf 1969, 2011
- Le Roman réaliste II. Le Roman réaliste au XVIIe siècle, Paris 1914, Genf 1971, 2012
- La Femme au XVIIe siècle. Ses ennemis et ses défenseurs, Paris 1929
- Les femmes savantes de Molière. Etude et analyse, Paris 1929, 1931, 1937, 1948, 1962
- Le Cid de Corneille. Etude et analyse, Paris 1935, 1948, 1966